# خاندان اورو
خاندان اورو یک شاخه فرعی از دودمان کاپتی، خاندان پادشاهی فرانسه بود که از آغاز قرن چهاردهم تا اواسط قرن پانزدهم شکوفا شد. این خاندان، دودمان پادشاهی ناوار شد.
این خاندان توسط لوئی، کنت اورو تأسیس شد. او سومین پسر فیلیپ سوم، پادشاه فرانسه از همسر دومش ماری برابانت بود. پسر و وارث او، فیلیپ، شوهر خوآنای دوم، ملکه ناوار و اولین پادشاه ناوار از سلسله اورو بود.
پسر کوچکتر لوئی، شارل نوه نداشت. سلسله اورو با مرگ بلانش یکم، ملکه ناوار که در سال ۱۴۴۱ درگذشت، پایان یافت.

## اعضای برجسته خاندان اورو
- خوآنای اورو، ملکه فرانسه به عنوان سومین همسر شارل چهارم، پادشاه فرانسه، که شکست او در به دنیا آوردن پسر به خاندان کاپت پایان داد.
- فیلیپ سوم، پادشاه ناوار.
- بلانش ناوار، ملکه فرانسه، ملکه فرانسه به عنوان همسر دوم فیلیپ ششم، پادشاه فرانسه.
- شارل دوم، پادشاه ناوار.
- خوآنای ناوار، ملکه انگلستان به عنوان همسر دوم هنری چهارم، پادشاه انگلستان.
- شارل سوم، پادشاه ناوار.
- بلانش یکم، ملکه ناوار.